# Sueño eterno
«Sueño Eterno» es el último sencillo que se lanzó, aunque no tuvo mucha repercusión en radios, es considerado por la mayoría de sus fanes como el mejor tema del disco. En octubre de 2007, Coral interpretó este tema en el Natural Advanced Club de Figueres (Girona).   

## Desarrollo
Esta fue una de las canciones que más se trabajó en el disco. Se tenía un instrumental, una melodía, y una idea. Se grabó un demo del tema. El problema vino en los arreglos, al menos existen siete versiones diferentes del tema. 
La primera versión era extremadamente tecno y floja, por lo cual se hizo otra con más melodía, que finalmente no convenció. Se pensó en hacer un arreglo Celta para lo cual se contactó con Cristina Pato (gaitera y pianista española), así como una versión más metalero con ayuda del guitarrista Diego García y esta última dio en el clavo. 
Se abandonó la idea Celta y se empezó a trabajar con la versión guitarrera. Se grabaron voces, coros, guitarras definitivas. Pero a un mes de la entrega del álbum se descubrió que por un fallo técnico se perdieron todas las guitarras. Tras un susto inicial, se trabajó en un nuevo arreglo y es el que se puede oír en el disco con una melodía más acorde con el resto del álbum. 
El arreglo está basado todo en cuerdas tratadas a doble velocidad y tocadas como un órgano de iglesia, los pads sintéticos corren esta vez a cargo del Trinity de Korg. La voz lírica la hizo Coral.
- Datos: Q6135250